# Laiterie Dallaire
La Laiterie Dallaire était une entreprise québécoise fondée en 1932 à Rouyn, qui a acquis une position dominante dans l'industrie laitière de l'Abitibi-Témiscamingue.

## Origine
La Laiterie Dallaire a été fondée en 1932 par Albert Dallaire. Ce beurrier de la Beauce s'établit d'abord à La Reine en 1919, puis à Rouyn après 1930, où il commence une petite laiterie avec deux vaches. Il accroît le troupeau et achète éventuellement deux voitures à cheval pour les livraisons en plus de faire construire une laiterie plus grande, comprenant notamment des installations pour l'embouteillage,,.

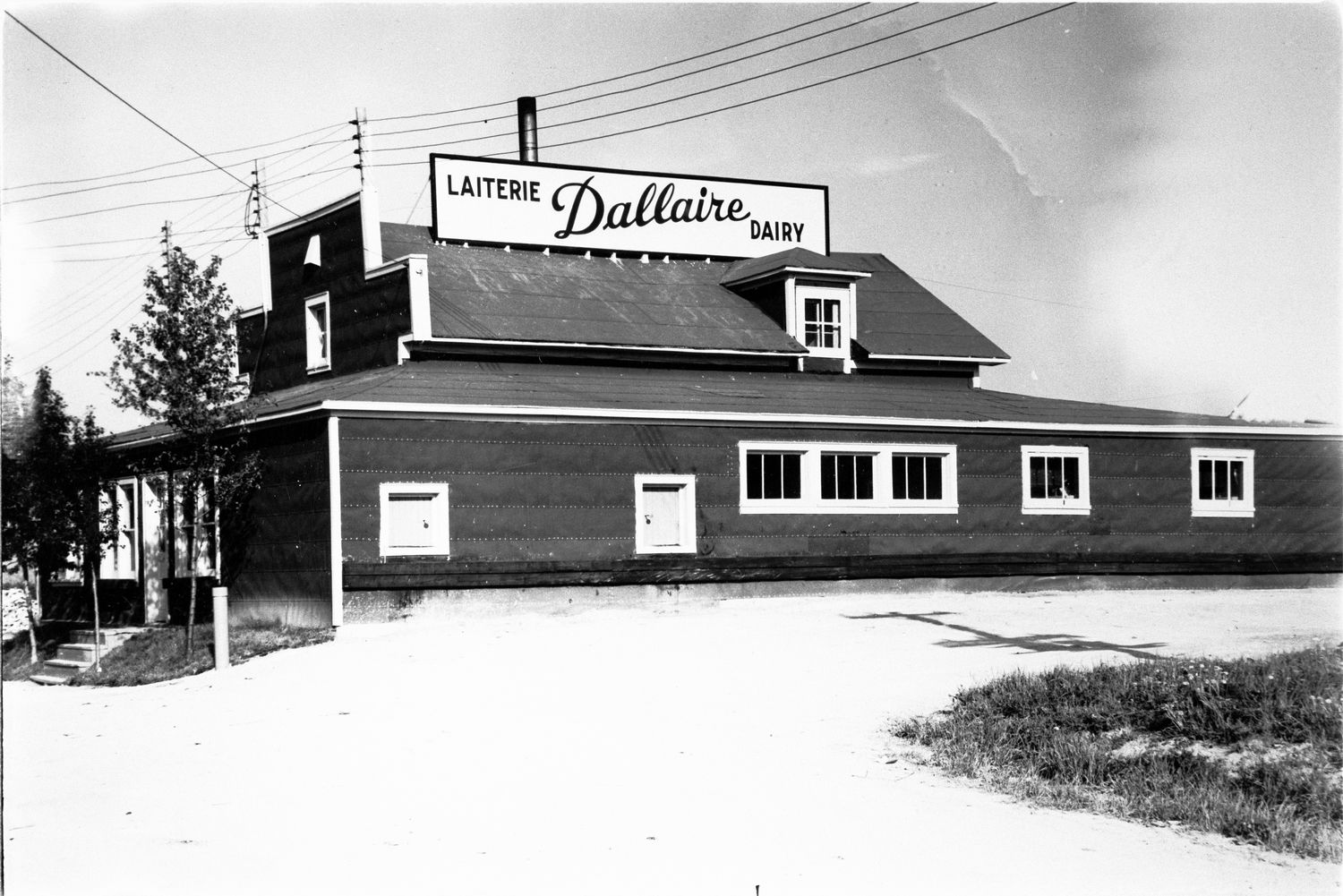
La laiterie Dallaire, dans les années 1940.

En 1935, Dallaire s'installe sur un terrain (qu'il achètera finalement en 1940) et construit une nouvelle laiterie au bout de ce qui deviendra plus tard la rue Dallaire. Son fils Louis-Philippe devient propriétaire de la laiterie l'année suivante et en mène l'expansion. Le processus de pasteurisation y est implanté en 1941. L'entreprise est équipée d'équipements modernes: pasteurisateur automatisé à plaques à haute température, laveuse de bouteilles à immersion, embouteilleuse automatique et chambre froide avec climatiseur au fréon. La distribution est assurée six jours par semaine par dix voitures à cheval et trois camions, desservant un territoire qui inclut Rouyn et Noranda, mais aussi Arntfield et McWatters, de même qu'une série d'établissements miniers. Le lait au chocolat, la crème, le lait de beurre, le beurre et la crème glacée s'ajoutent bientôt à la liste de produits.
Dallaire fait l'achat d'une autre laiterie, la Laiterie Guertin, en 1947 et y commence la fabrication de la crème glacée l'année suivante. Il acquiert d'autres opérations de crème glacée, à Val d'Or, en 1959, alors que le site principal à Rouyn continue de croître, permettant la fabrication du lait en poudre destiné à l'industrie.
La Ferme Dallaire connaît une expansion parallèle à la laiterie, avec l'ajout d'une grange en 1940 et l'ajout de silos en 1941, sous la direction d'Albert puis de son fils Victorin. La ferme est ultimement vendue à Louis-Philippe, qui en a fait un club de golf, devenu depuis le Club de Golf Municipal Dallaire, en 1971. Albert décède en 1951, Louis-Philippe en 1975 et Victorin en 1989.

## Expansion et changements de propriétaires
En 1961, la laiterie est relocalisée dans un bâtiment neuf de 2600 mètres carrés. Des camions citernes recueillent le lait des fermes dans une zone toujours grandissante au cours des années qui suivent. La fabrication du fromage cheddar s'ajoute au beurre, au lait de consommation, à la crème glacée et autres produits déjà en production.
Laiterie Dallaire achète la seule laiterie d'Amos en 1965 (Laiterie Lefebvre), puis d'autres à Normétal, Macamic, La Sarre (Laiterie Audet), Ville-Marie, Témiscaming, de même que la division québécoise des laiteries Eplett's. Ces acquisitions en font la laiterie la plus importante en Abitibi-Témiscamingue,.
Beurrerie Lafrenière fait l'acquisition du groupe des laiteries Dallaire en 1973. En 1978, elle passe sous le contrôle de la brasserie Labatt, sous le groupe Ault, mais l'entreprise garde son groupe de direction et utilise la marque de commerce Dallaire,,. La laiterie de Rouyn-Noranda continue d'être agrandie par les propriétaires successifs. La capacité de pasteurisation atteint 13 600 kg à l'heure en 1991, la production de friandises glacées, 10 millions de douzaines par année en 1994,.

## Difficultés et fermeture
Le géant Natrel (plus tard acheté par Agropur) fait irruption sur le marché régional en 1995 et conteste avec succès le monopole de la marque Dallaire. Nestlé reprend les actifs de la compagnie en 1996, mais les cèdent à Parmalat l'année suivante, cette dernière mettant fin aux opérations de lait et de fromage. Parmalat finit par fermer l'usine le 23 octobre 1998, mais l'entreprise est rachetée par quatre anciens directeurs de la laiterie: Jocelyne Bergeron, Pierre Lavigne, Réal Picard et Denis Roy. Ils forment Dallaire Spécialités, avec un contrat de fabrication de friandises glacées pour Nestlé. L'usine emploie 125 personnes en période estivale, sur cinq chaînes de production,.
De 12 millions de douzaines pour le marché canadien, le contrat avec Nestlé augmente en 2004 à 27 millions de douzaines pour l'Amérique du Nord. Le contrat est interrompu par la multinationale en 2009, ce qui cause la fermeture de l'entreprise et la dissolution de Dallaire spécialités,,.

## Toponymie
L'avenue Dallaire, qui traverse Rouyn-Noranda, est nommée en l'honneur d'Albert Dallaire, fondateur de la laiterie.
Le Club de Golf Municipal Dallaire tient son nom du Golf Dallaire Inc, fondé en 1972 sur les anciennes terres de la laiterie.